# Mike Gascoyne

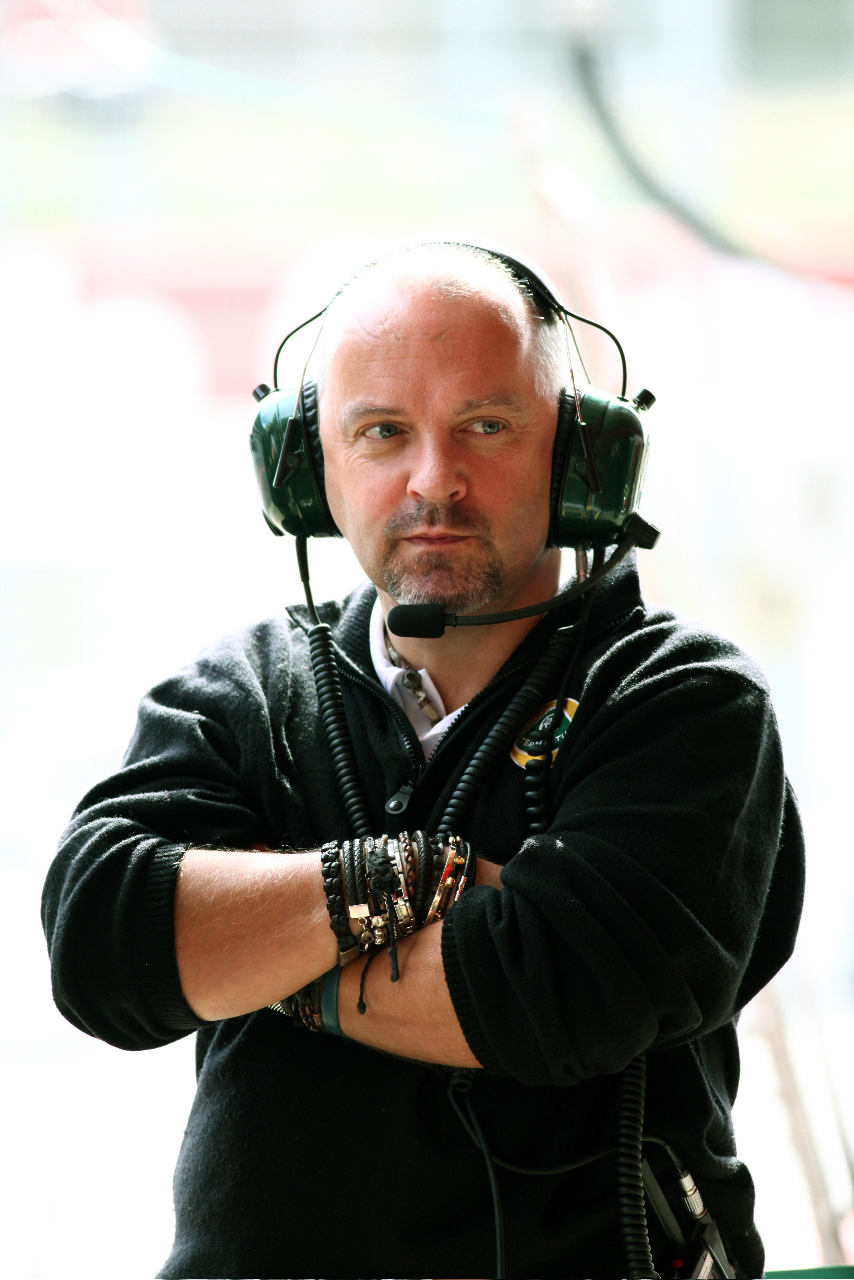
Mike Gascoyne

Mike Gascoyne (* 2. April 1963 in Norwich, England) ist ein britischer Formel-1-Ingenieur und langjähriger Technischer Direktor bei verschiedenen Formel-1-Teams. Gascoyne ist gegenwärtig Teil des Management-Teams der Caterham Group und CEO des Werkstoffspezialisten Caterham Composites.
Gascoyne wurde in Norfolk, England geboren. Von 1982 bis 1988 studierte er Strömungsmechanik an der Cambridge University (Churchill College).

## Formel-1-Karriere
Nach einem kurzen Gastspiel bei Westland System Assessment Limited, Teil der Westland Helicopters, startete Gascoyne 1989 bei McLaren Racing als Windkanal-Ingenieur. Danach arbeitete Gascoyne für die Formel-1-Teams Sauber, Tyrrell und Jordan, bevor er im Dezember 2003 von Renault zum Toyota-Team wechselte.
Dort war er für den erfolgreichen Toyota TF105 verantwortlich, der dem Team erstmals den Anschluss an die Spitzenteams ermöglichte. Am 4. April 2006 wurde Gascoyne entlassen. Vor allem der schlechte Saisonstart mit dem von ihm konstruierten Toyota TF106 soll der ausschlaggebende Grund dafür sein. Als sein Gehalt bei dem japanischen Rennstall wurden etwa 8 Millionen Dollar pro Jahr angenommen, was ihn zum wohl bestbezahlten Techniker der Formel 1 machte, sogar im Vergleich zu erfolgreicheren technischen Direktoren wie Adrian Newey und Ross Brawn. In den Saisons 2007 und 2008 arbeitete Gascoyne als Chef-Techniker beim Team Force India (ehemals Spyker F1) und wurde 2009 durch James Key abgelöst.
Im September 2009 wurde Gascoyne von Tony Fernandes mit dem Aufbau des neuen F1-Teams Lotus F1 Racing beauftragt, das heute unter dem Namen Caterham F1 Team startet. Das Team bestritt seinen ersten Rennauftritt nach nur fünf Monaten Entwicklungs- und Aufbauarbeit erfolgreich in Bahrain.

### Stationen
- 1989–1990: Windkanal-Aerodynamiker McLaren (F1)
- 1990–1991: Aerodynamiker bei Tyrrell (F1)
- 1991–1993: Chefaerodynamiker bei Sauber (F1)
- 1993–1998: Stellvertretender Technischer Direktor Tyrrell Racing (F1)
- 1998–2001: Technischer Direktor Jordan Grand Prix (F1)
- 2001–2003: Technischer Direktor Benetton, später Renault F1 (F1)
- 2003–2007: Technischer Direktor Toyota F1 (F1)
- 2007–2008: Technischer Direktor Spyker F1, später Force India (F1)
- 2009–2012: Technischer Direktor Caterham F1 Team (F1)

Gascoynes direkter Managementstil hat sich durch seine Karriere hindurch vor allem beim Aufbau neuer Projekte wie dem neuen Caterham F1 Team und der Umstrukturierung bestehender Motorsportteams wie Renault und Toyota als sehr erfolgreich erwiesen.

## MGI Consultancy
Gascoyne gründete 2001 in Oxford das Beratungsunternehmen MGI Consultancy, das sich auf Ingenieurwesen und Projektmanagement im Auto-, Motorsport-, Flugzeug- und Wassersportbereich spezialisiert.

### Caterham Challenge
MGI Consultancy leitet gegenwärtig das Project Caterham Challenge, eine Kampagne, die sich bemüht, in der Formel 1 angewandte Projektmanagement- und Technologie-Entwicklungen auf die Organisation und hochseetaugliche technische Unterstützung von professionellen Hochsee-Segelteams anzuwenden. Die Kampagne läuft in Zusammenarbeit mit der Caterham Group, speziell hier Caterham Technology und Caterham Composites.
Die Caterham Challenge, eine Class-40-Rennyacht, nahm 2013 mit Mike Gascoyne als Skipper und Brian Thompson als Co-Skipper bei der Hochseeregatta Transat Jacques Vabre von Le Havre, Frankreich, nach Itajai, Brasilien, teil.

### Caterham Le Mans
MGI Consultancy hat im Juni 2013 den ersten Le-Mans-Auftritt der Caterham Group technisch unterstützt.

## Persönliches
Während seiner Zeit an der Cambridge University leitete Gascoyne zwei Expeditionen in den Himalaya (1986–1987), während der er unter anderem den Bandarpunch und Sudarshan Parbat erkletterte. Diesen Expeditionen folgte ein neugefundenes Interesse an der damals noch jungen Sportart des Gleitschirmfliegens (1989–1992).
Gascoyne nahm 1999 für vier Rennen in der britischen BOSS-GP-Serie teil, in der er den Tyrrell 022 und den Tyrrell 025 steuerte. Beide Wagen waren während seiner Zeit bei Tyrrell von ihm selbst entwickelt worden.
Seiner Leidenschaft für wettbewerbsorientierten Extremsport folgend, erfüllte sich Gascoyne im November 2013 einen lebenslangen Traum und segelte alleine ohne Zwischenstopp auf einer Class-40-Rennyacht von Cascais (Portugal) nach Grenada in der Karibik, wo er am 14. Dezember 2012 nach 16 Tagen ankam.
Gascoynes Spitzname „der Rottweiler“ stammt aus seiner Zeit bei dem englischen Formel-1-Team Tyrell, während der er unter seinem Mentor Harvey Postlethwaite arbeitete. Ursprünglich „Harvey's Pit Bull“ blieb der Name „Rottweiler“ bis heute an ihm hängen.
Mike Gascoyne lebt heute in Oxfordshire und Norfolk, England mit seiner Lebensgefährtin Silvi und seinen drei Kindern Joel, Connie und Freddie.